# Willingdon, Alberta
Willingdon är en ort i Kanada.   Den ligger i provinsen Alberta, i den centrala delen av landet, 2 800 km väster om huvudstaden Ottawa. Willingdon ligger 623 meter över havet och antalet invånare är 275.
Terrängen runt Willingdon är platt. Trakten runt Willingdon är nära nog obefolkad, med mindre än två invånare per kvadratkilometer.. Det finns inga andra samhällen i närheten.
Trakten runt Willingdon består till största delen av jordbruksmark.